# Juan Martín Carramolino
Juan Martín Carramolino (Velayos, 8 de març de 1805 – Madrid, 28 de febrer de 1881) va ser un polític i jurista espanyol, ministre durant el regnat d'Isabel II d'Espanya i membre de la Reial Acadèmia de Ciències Morals i Polítiques.

## Biografia
Prócer del Regne per l'actual província d'Àvila durant la regència de Maria Cristina en nom d'Isabel II, va arribar a ocupar per un temps el ministeri de la Governació durant el govern d'Evaristo Pérez de Castro.
Poc inclinat cap al liberalisme, com a ministre va destacar per les seves accions contra els progressistes, la qual cosa finalment li va valer ser cessat del ministeri. Va ser vicepresident del Senat en 1864, senador vitalici des de 1877 i senador electe durant el Sexenni Democràtic, i President del Tribunal de Comptes. També va presidir interinament una sala del Tribunal Suprem.

## Obres
- Método actual de la sustanciación civil y criminal en la jurisdicción real ordinaria
- Elementos de Derecho canónico
- Manual de la historia de la Iglesia
- La Iglesia de España económicamente considerada
- Historia de Ávila, Su Provincia y Obispado
- Guía del forastero en Ávila.